# 天頌苑

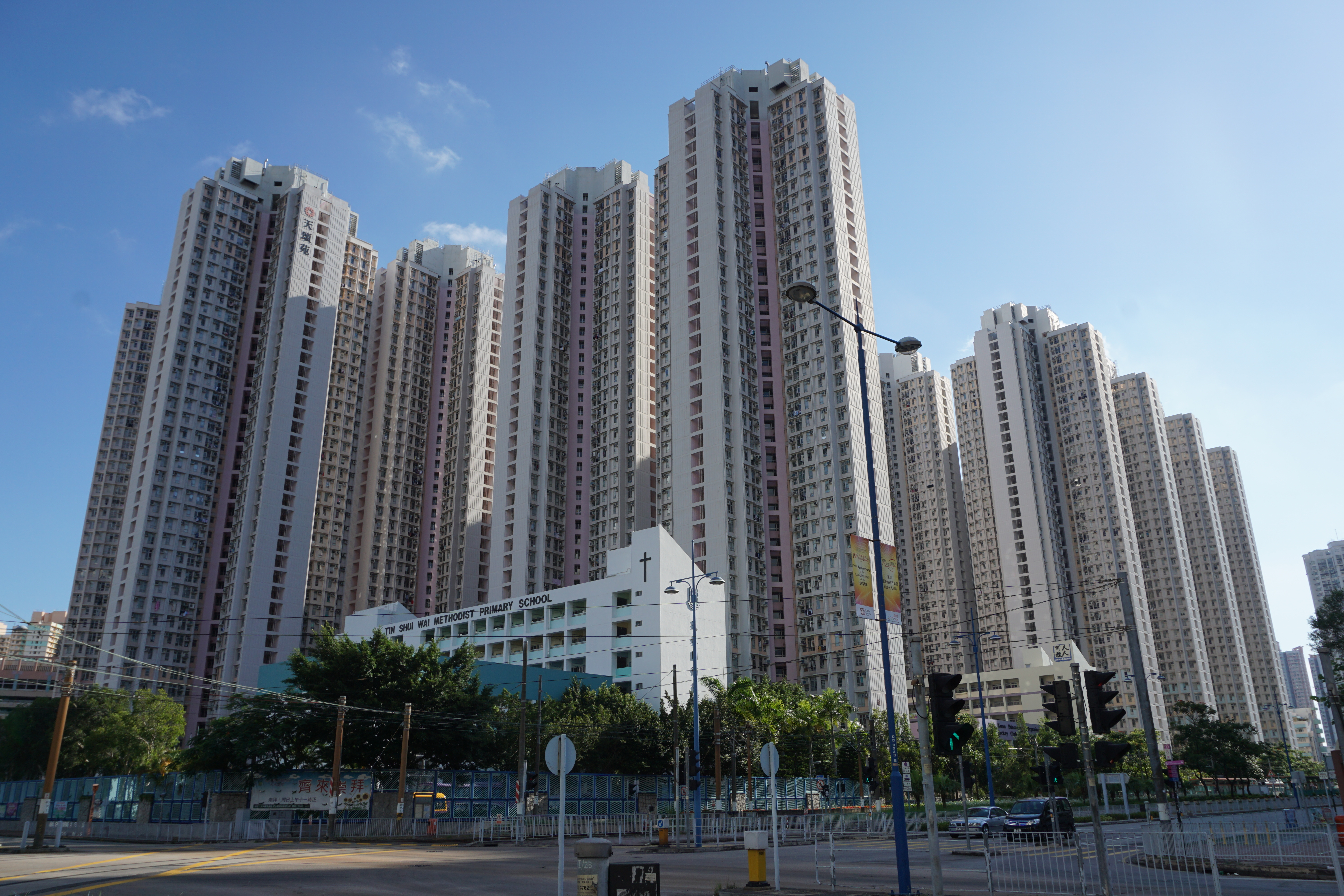
天頌苑西南面

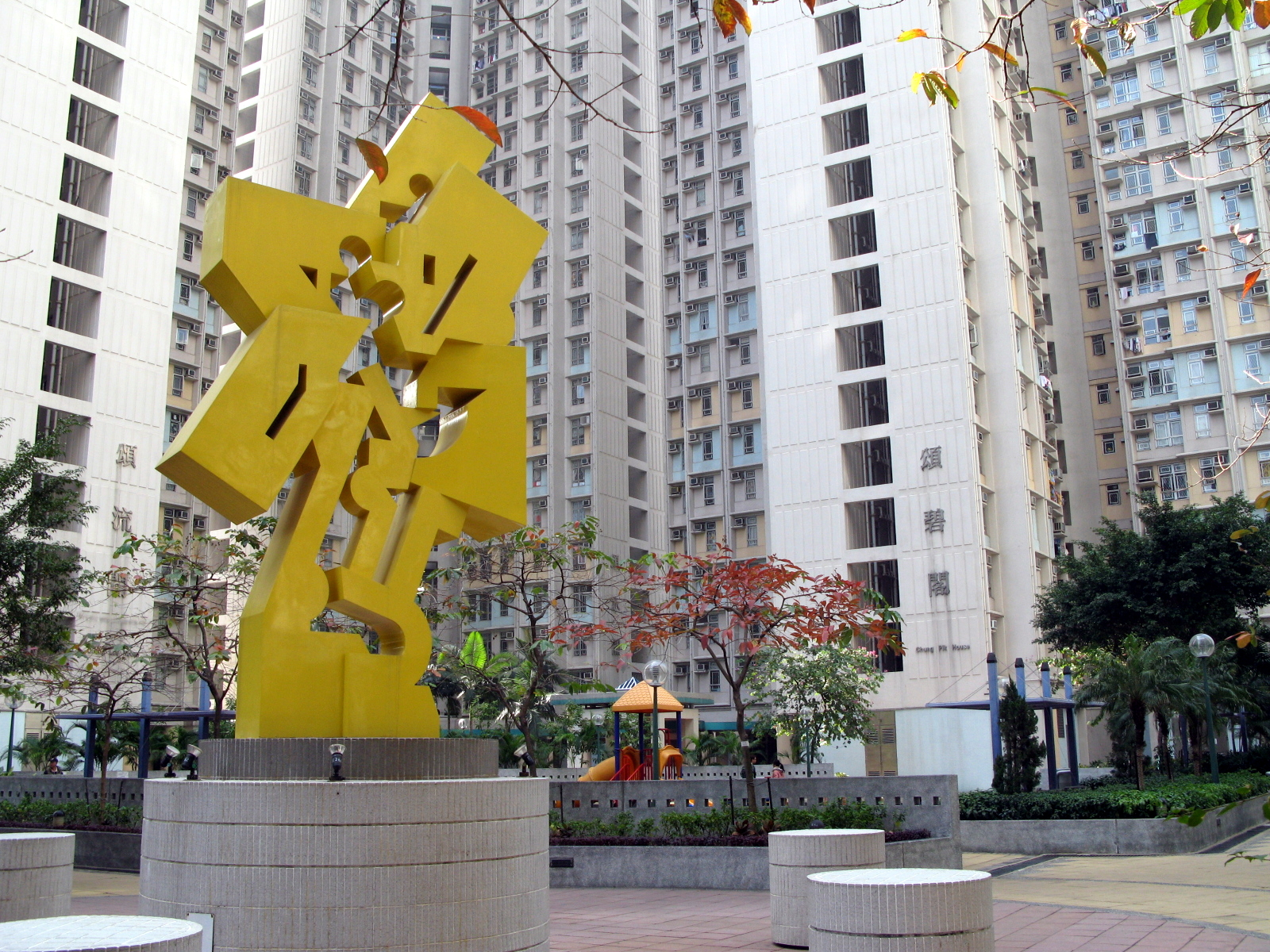
天頌苑雕塑

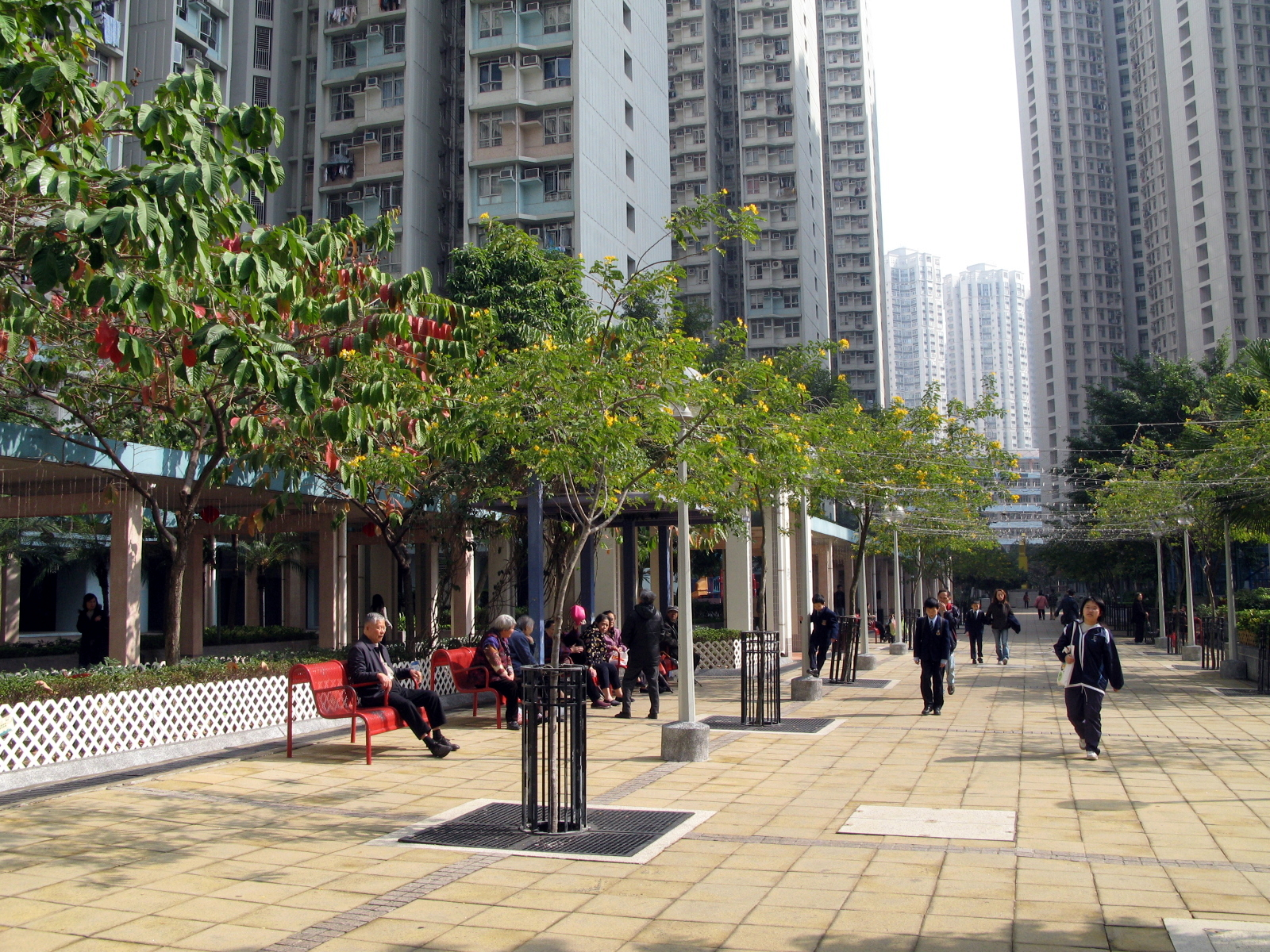
天頌苑休憩空間

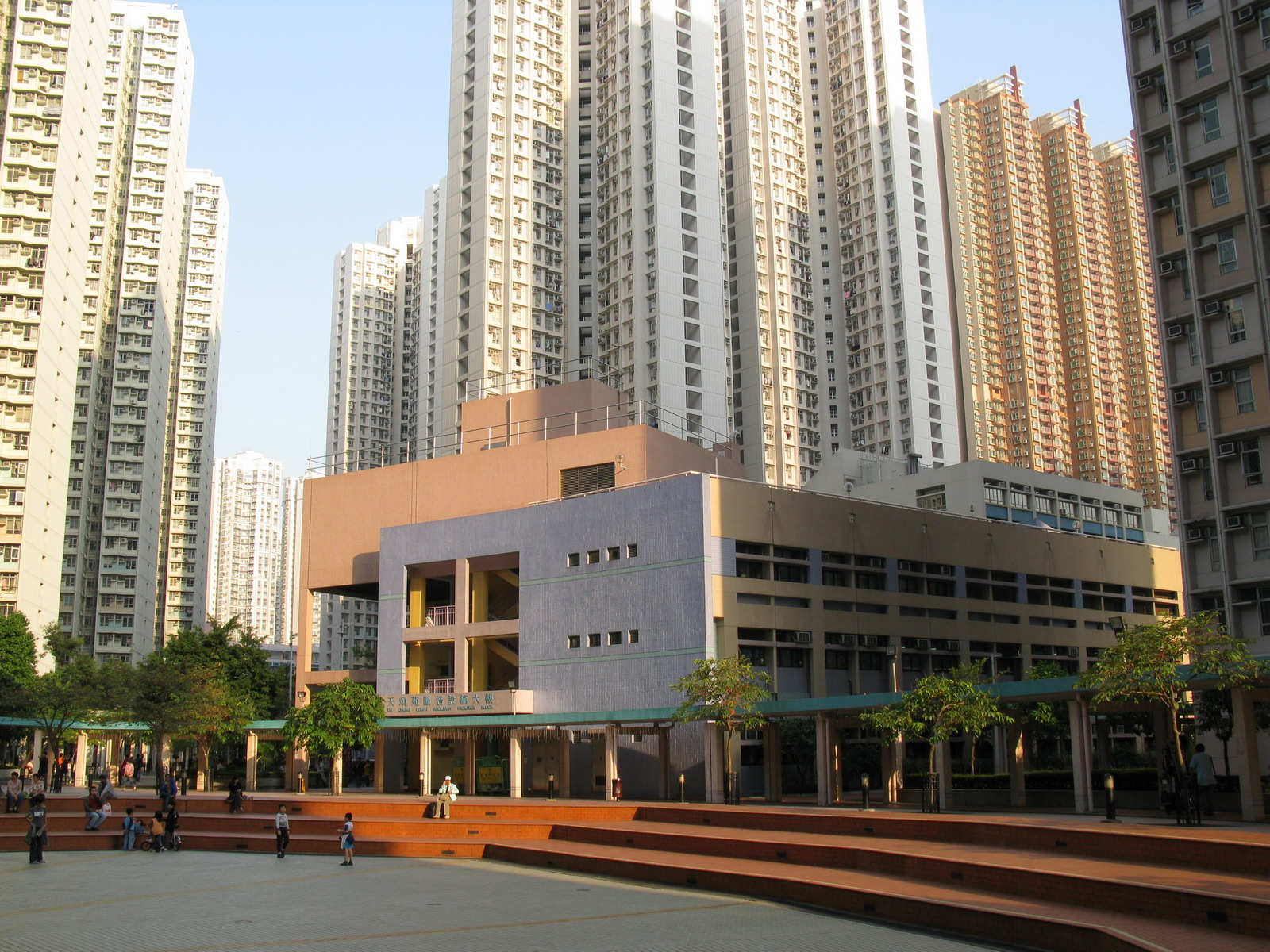
屋苑廣場及服務設施大樓

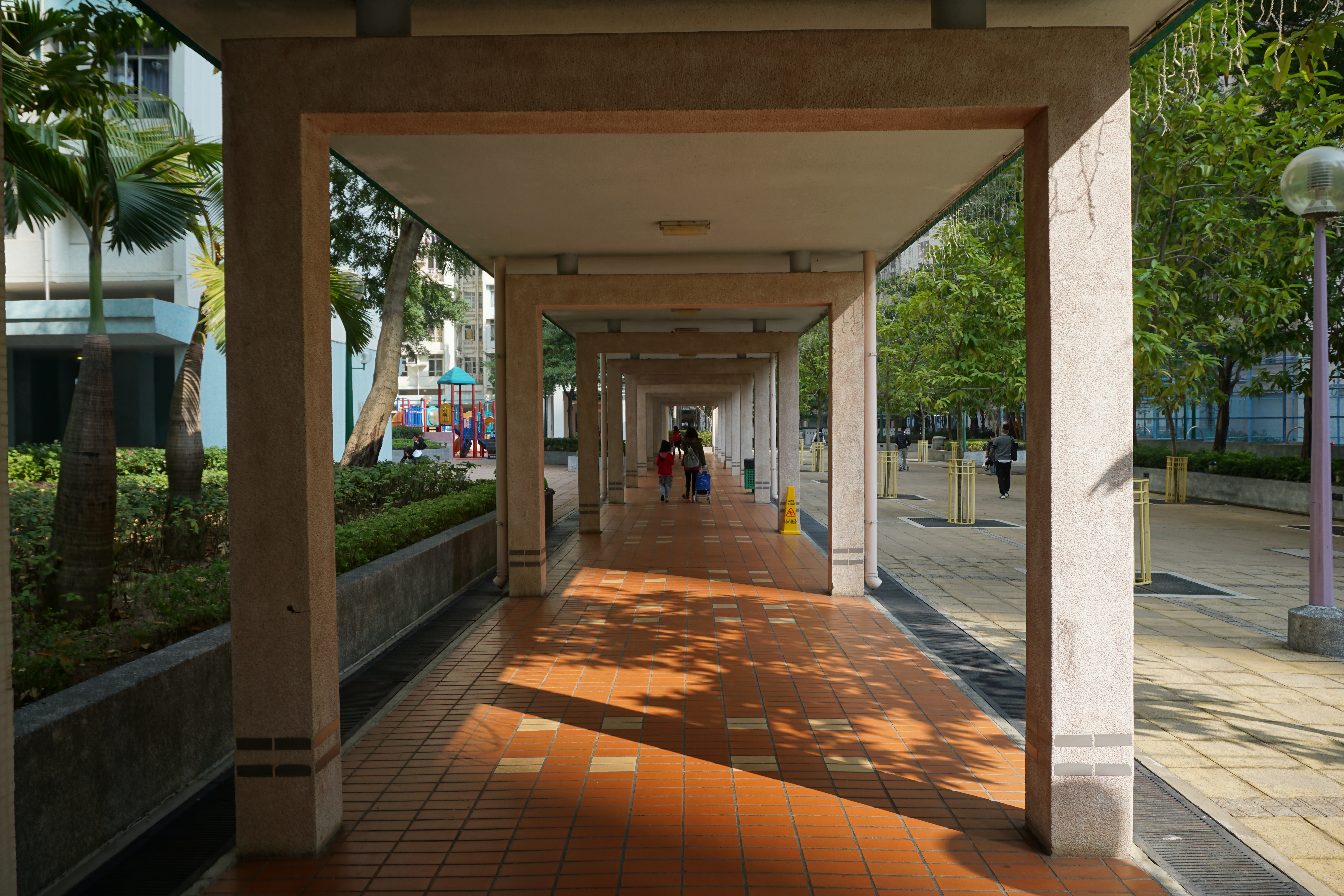
有蓋行人通道

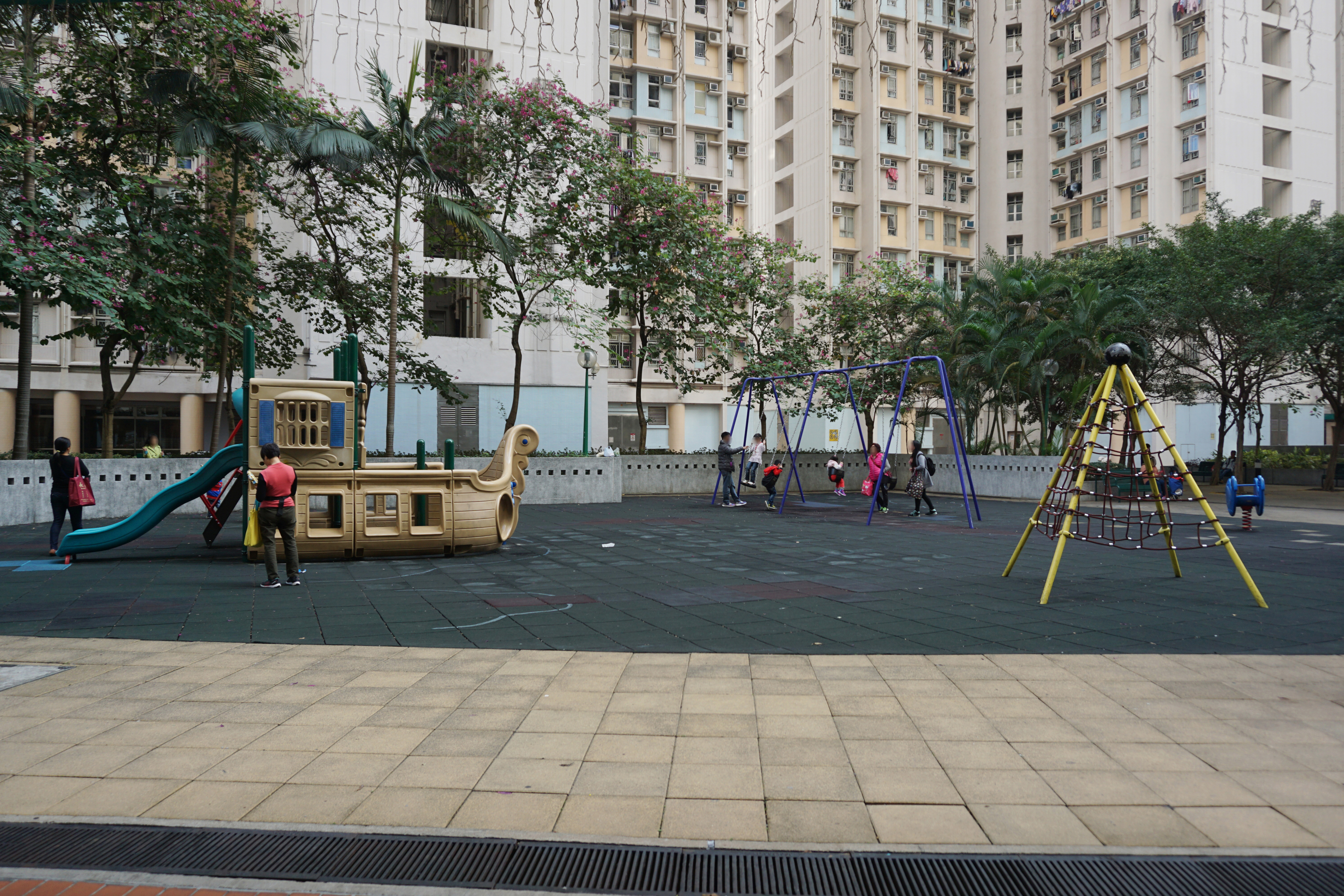
兒童遊樂場

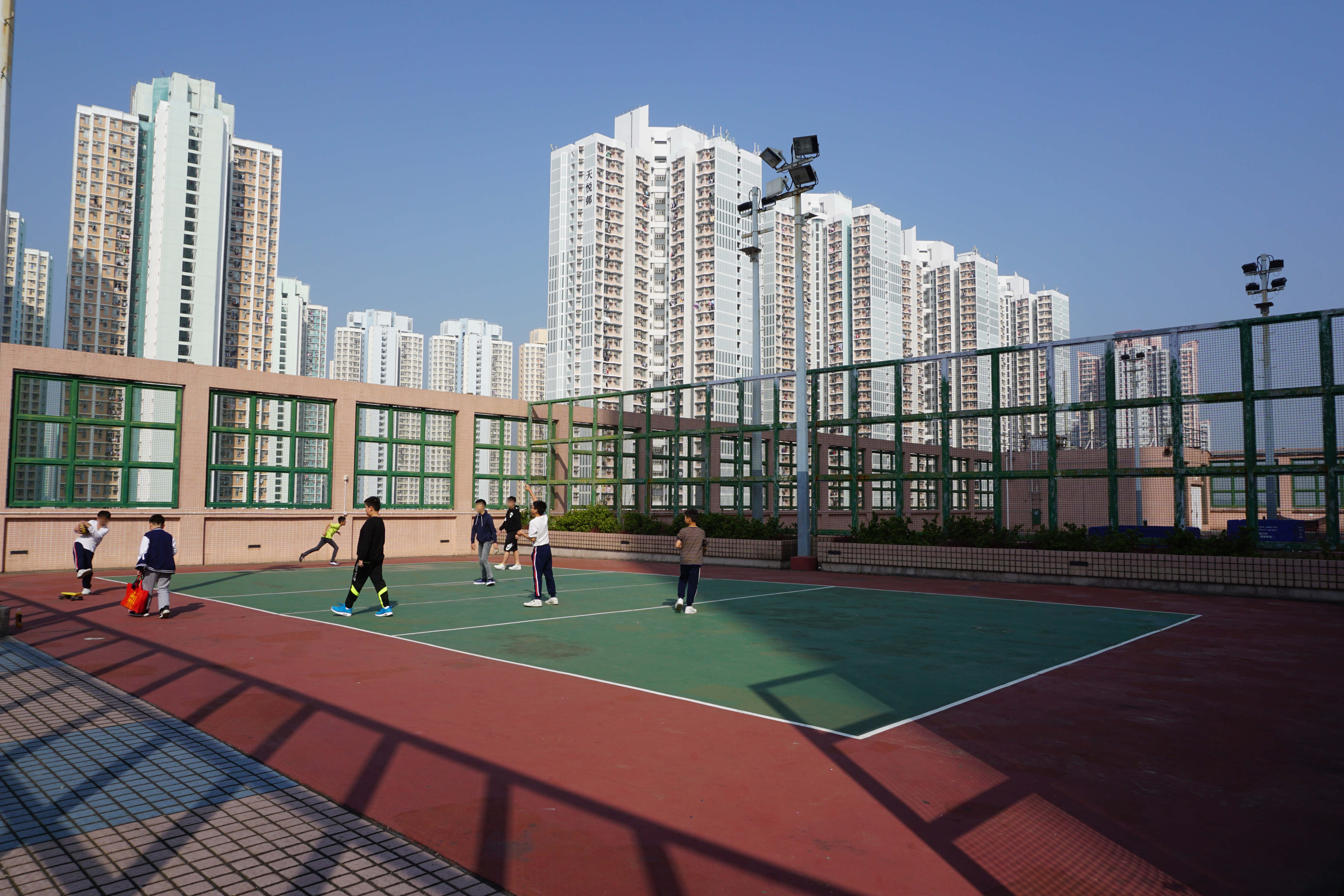
位於T Town天台的排球場

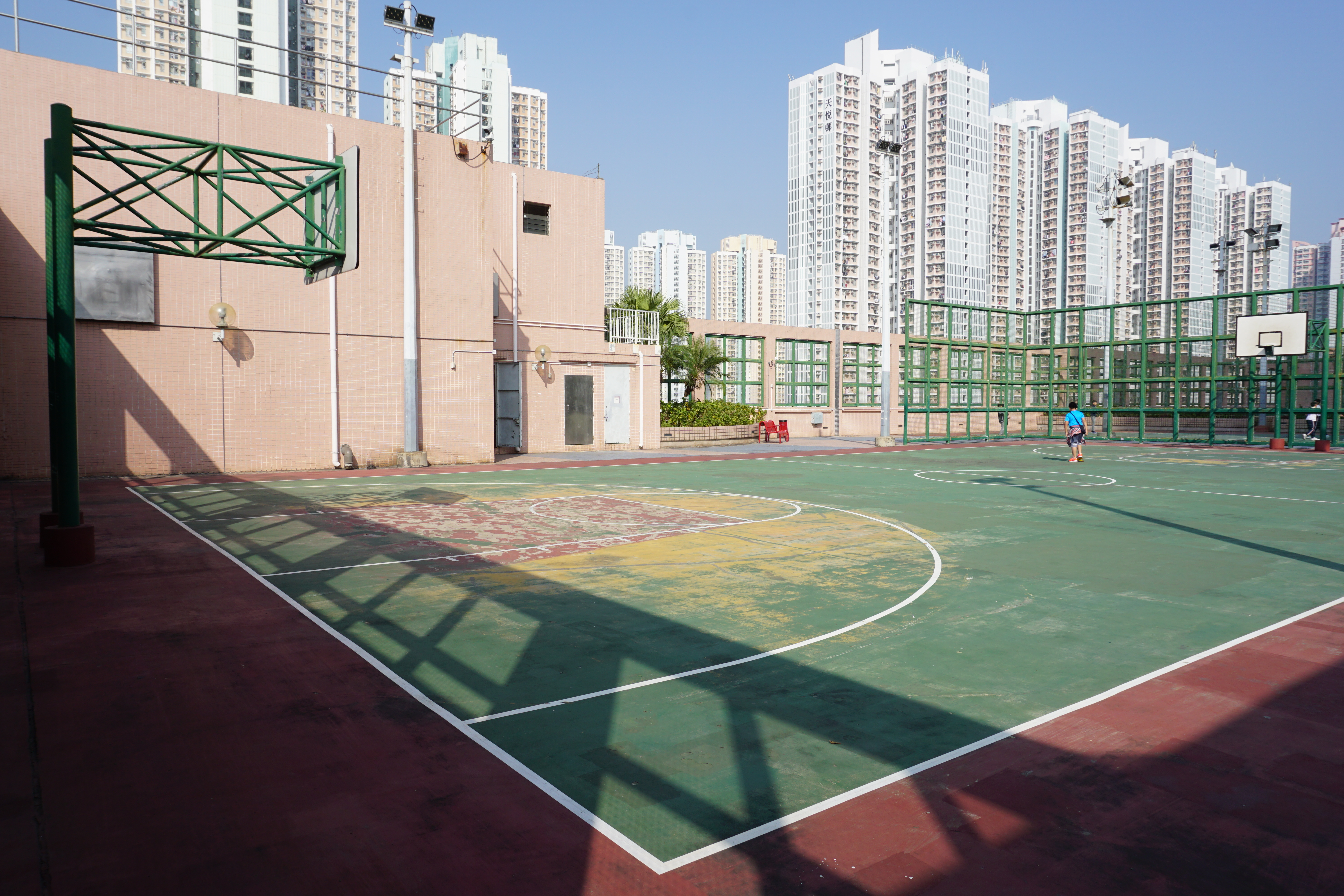
位於T Town天台的籃球場

天頌苑（英語：Tin Chung Court）為香港房屋委員會建成的居者有其屋屋苑，位於香港新界元朗區天水圍新市鎮第31區，由興業建築師有限公司（第1期與房屋署總建築師江焯勳合作；短樁案揭發後改由房屋署總建築師（1））、以及關善明建築師事務所設計，於1993年6月立項，1994年納入「加快發展項目」，1996年動工，1999-2001年落成，屬第20期甲及第21期甲出售居屋，及可租可買計劃（第1期）的居屋屋苑之一，共有15幢樓宇，6,080個單位，乃全港第二大居屋屋苑，僅次於天盛苑，首次推出時售價為417,600 - 1,108,100港元。

## 屋苑資料
天頌苑內設有多項設施，包括多層停車場、T Town、露天劇場、籃球場、網球場、羽毛球場及兒童遊樂場。屋苑內的服務設施大樓樓高4層，設有一間幼稚園、托兒所及屋苑管理處。天頌苑內設有有蓋行人通道連接各座樓宇，住宅大堂則採用雙大堂式設計，貫通2座住宅大廈。

### 樓宇
| 樓宇名稱（座號）     | 樓宇類型                    | 落成年份 | 層數 | 每層伙數 | 每座單位數目（伙） | 建築師                                   | 承建商                   | 採用升降機的產品                                                | 期數 |
| -------------------- | --------------------------- | -------- | ---- | -------- | ------------------ | ---------------------------------------- | ------------------------ | --------------------------------------------------------------- | ---- |
| 頌亭閣（A座/第10座） | 康和一型第二款              | 1999年   | 40   | 8        | 320                | 關善明建築師事務所                       | 瑞安建業                 | 英國通用電氣-捷運 （載重量為900公斤，載客量為12人）             | 2    |
| 頌臺閣（B座/第9座）  | 康和一型第二款              | 1999年   | 40   | 8        | 320                | 關善明建築師事務所                       | 瑞安建業                 | 英國通用電氣-捷運 （載重量為900公斤，載客量為12人）             | 2    |
| 頌流閣（C座/第8座）  | 康和一型第二款              | 1999年   | 40   | 8        | 320                | 關善明建築師事務所                       | 瑞安建業                 | 英國通用電氣-捷運 （載重量為900公斤，載客量為12人）             | 2    |
| 頌水閣（D座/第7座）  | 康和一型第二款              | 1999年   | 40   | 8        | 320                | 關善明建築師事務所                       | 瑞安建業                 | 英國通用電氣-捷運 （載重量為900公斤，載客量為12人）             | 2    |
| 頌碧閣（E座/第11座） | 康和一型第二款              | 1999年   | 40   | 8        | 320                | 關善明建築師事務所                       | 瑞安建業                 | 英國通用電氣-捷運 （載重量為900公斤，載客量為12人）             | 2    |
| 頌海閣（F座/第6座）  | 康和一型第一款              | 2001年   | 40   | 8        | 320                | 房屋署總建築師（1）、 興業建築師有限公司 | 耀榮建築                 | 英國通用電氣-捷運 （載重量為900公斤，載客量為12人）             | 1    |
| 頌映閣（G座/第5座）  | 康和一型第一款              | 2001年   | 40   | 8        | 320                | 房屋署總建築師（1）、 興業建築師有限公司 | 耀榮建築                 | 英國通用電氣-捷運 （載重量為900公斤，載客量為12人）             | 1    |
| 頌月閣（H座/第4座）  | 康和一型第一款              | 2001年   | 40   | 8        | 320                | 房屋署總建築師（1）、 興業建築師有限公司 | 耀榮建築                 | 英國通用電氣-捷運 （載重量為900公斤，載客量為12人）             | 1    |
| 頌恩閣（J座/第3座）  | 康和一型第一款              | 2001年   | 40   | 8        | 320                | 房屋署總建築師（1）、 興業建築師有限公司 | 耀榮建築                 | 英國通用電氣-捷運 （載重量為900公斤，載客量為12人）             | 1    |
| 頌波閣（K座/第2座）  | 康和一型第一款              | 2008年   | 40   | 8        | 320                | 房屋署總建築師（1）、 興業建築師有限公司 | 耀榮建築                 | 英國通用電氣-捷運 （載重量為900公斤，載客量為12人）             | 1    |
| 頌浩閣（L座/第1座）  | 康和一型第一款              | 2008年   | 40   | 8        | 320                | 房屋署總建築師（1）、 興業建築師有限公司 | 耀榮建築                 | 東芝 （在短樁復修工程後改用） （載重量為900公斤，載客量為12人） | 1    |
| 頌澤閣（M座/第15座） | 和諧一型第七款 （第三代半） | 1999年   | 40   | 16       | 640                | 房屋署總建築師（1）、 興業建築師有限公司 | 中國海外房屋工程有限公司 | 迅達 （載重量為1000公斤，載客量為13人）                         | 3    |
| 頌琴閣（N座/第14座） | 和諧一型第七款 （第三代半） | 1999年   | 40   | 16       | 640                | 房屋署總建築師（1）、 興業建築師有限公司 | 中國海外房屋工程有限公司 | 迅達 （載重量為1000公斤，載客量為13人）                         | 3    |
| 頌棋閣（O座/第13座） | 和諧一型第七款 （第三代半） | 1999年   | 40   | 16       | 640                | 房屋署總建築師（1）、 興業建築師有限公司 | 中國海外房屋工程有限公司 | 迅達 （載重量為1000公斤，載客量為13人）                         | 3    |
| 頌畫閣（P座/第12座） | 和諧一型第七款 （第三代半） | 1999年   | 40   | 16       | 640                | 房屋署總建築師（1）、 興業建築師有限公司 | 中國海外房屋工程有限公司 | 迅達 （載重量為1000公斤，載客量為13人）                         | 3    |

斜體 為牽涉短樁醜聞的樓宇，當中K及L座經復修後已於2013至2014年間出售，是香港最後兩幢出售入伙的康和式居屋。

## 屋苑相片集

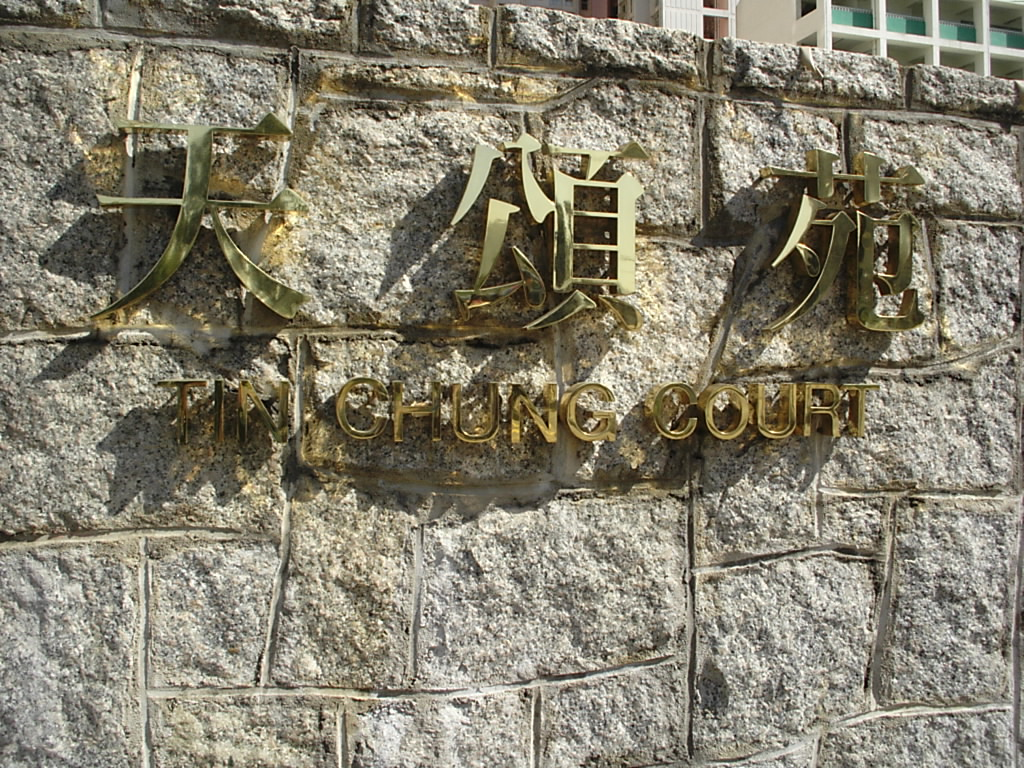
天頌苑門牌
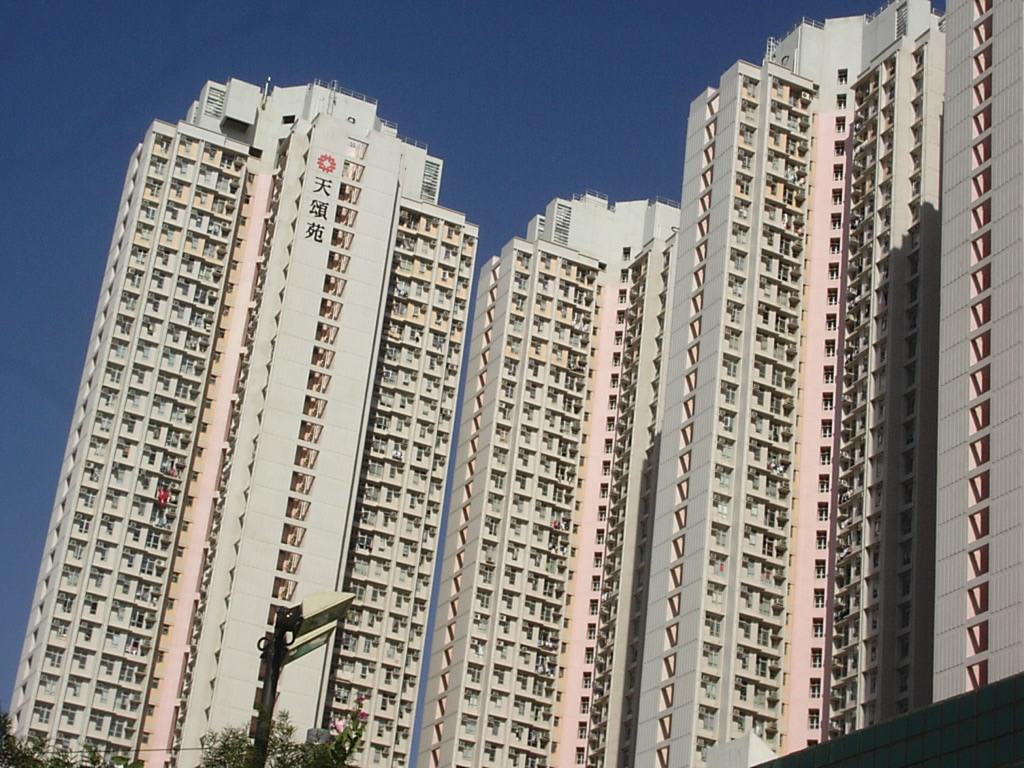
天水圍局部樓宇一攝
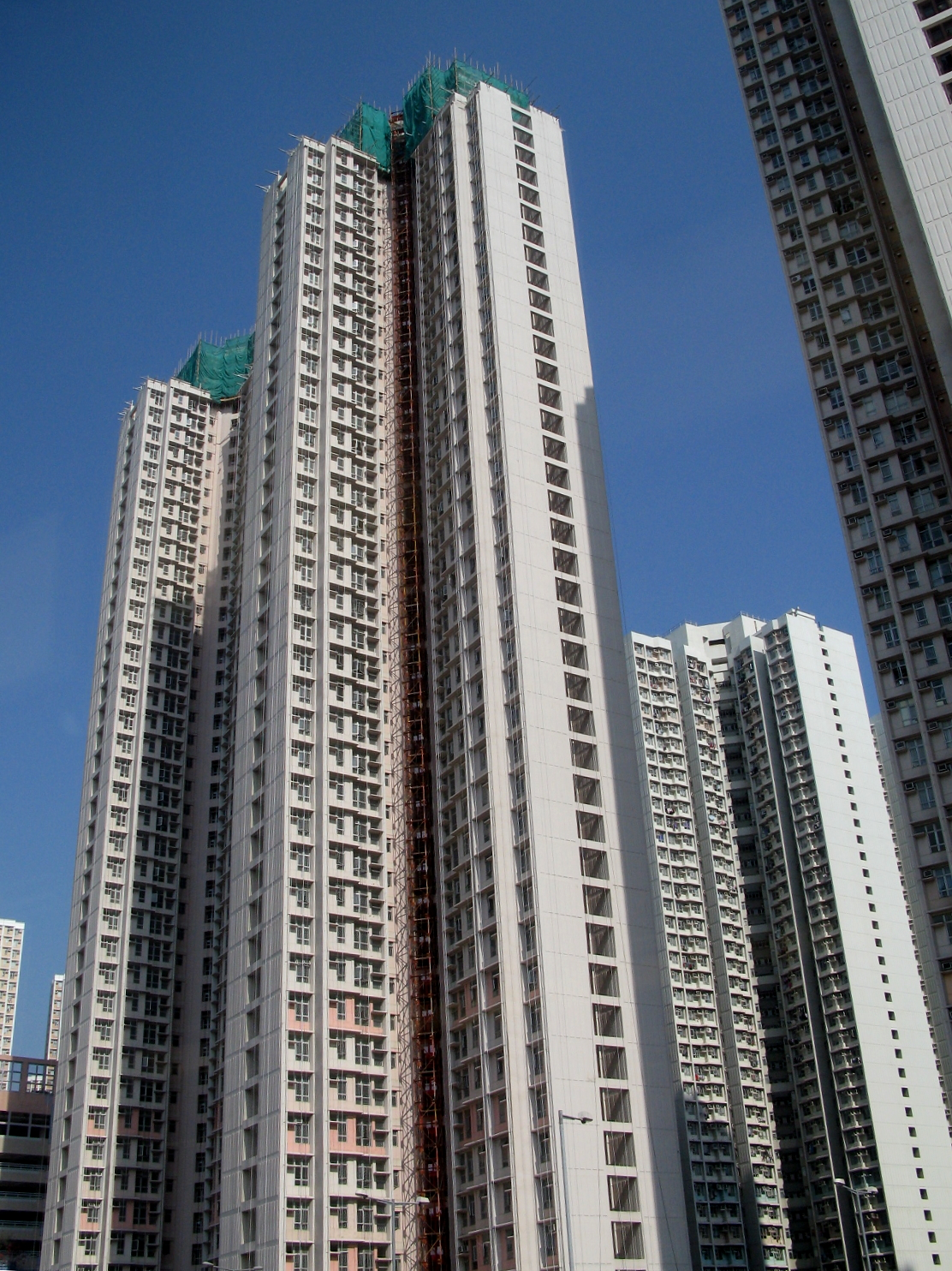
天頌苑L及K座進行修復工程
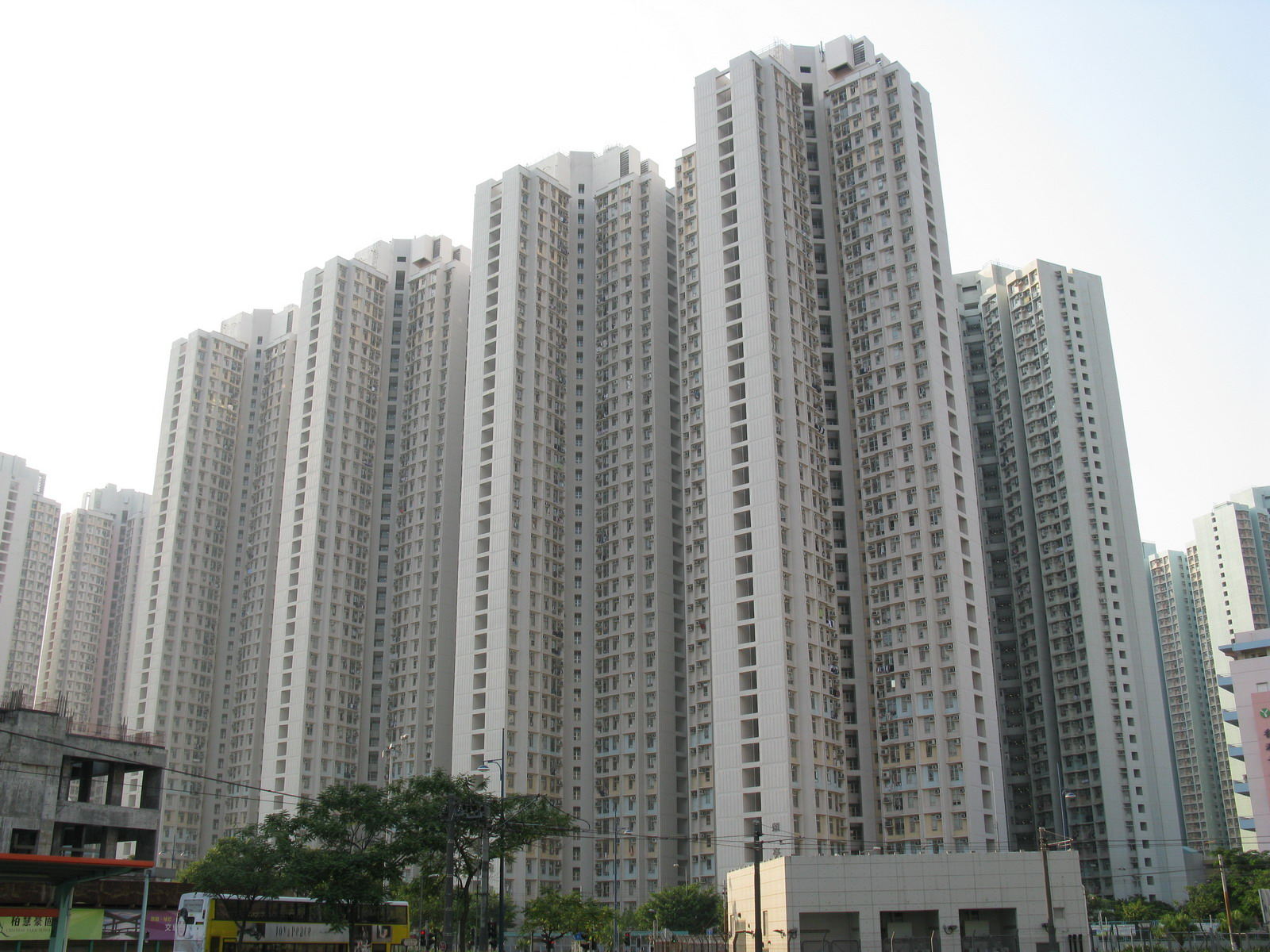
天頌苑於1999年建成的康和一型樓宇（A至D座）
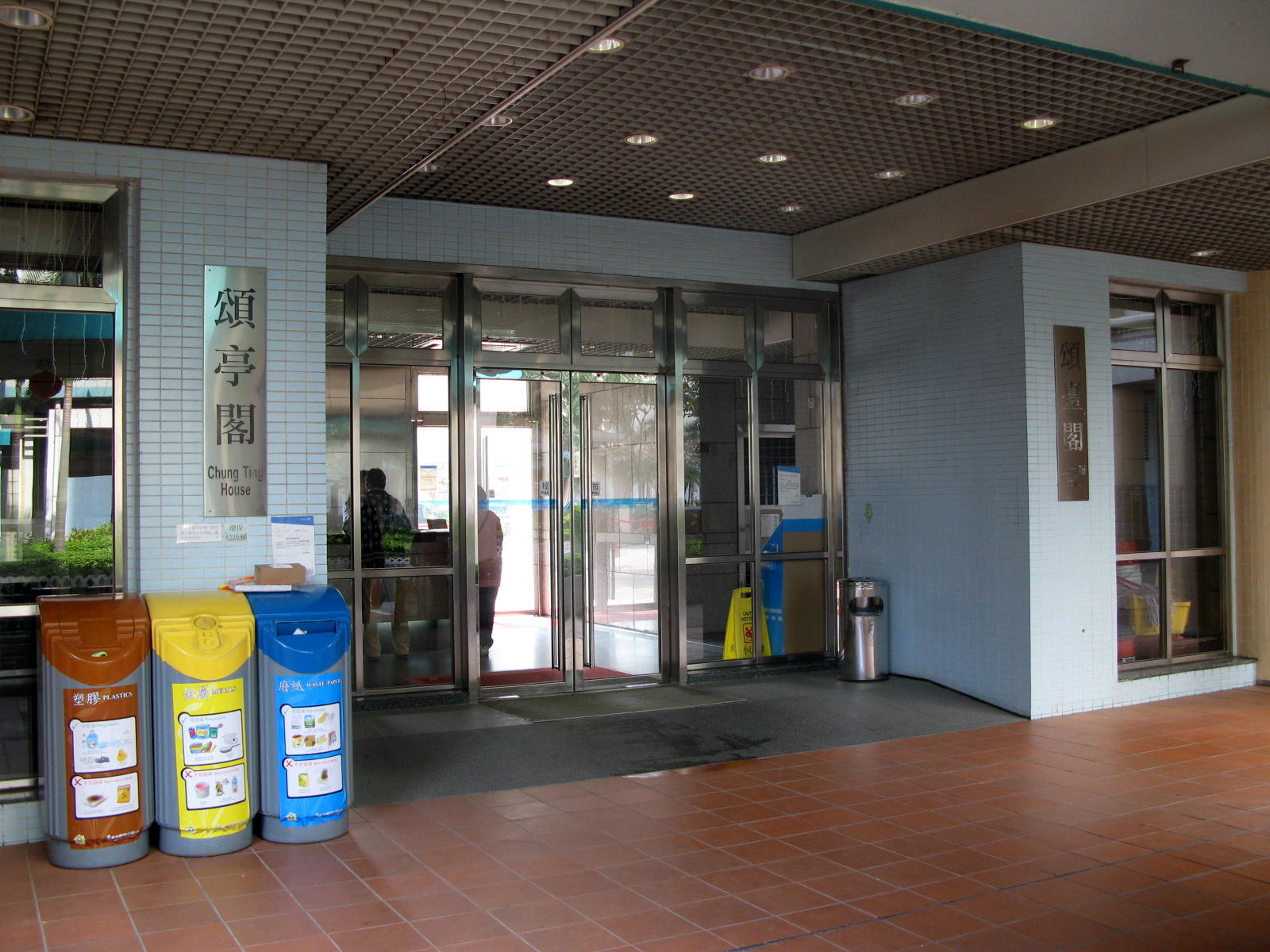
住宅大堂採用雙大堂式設計
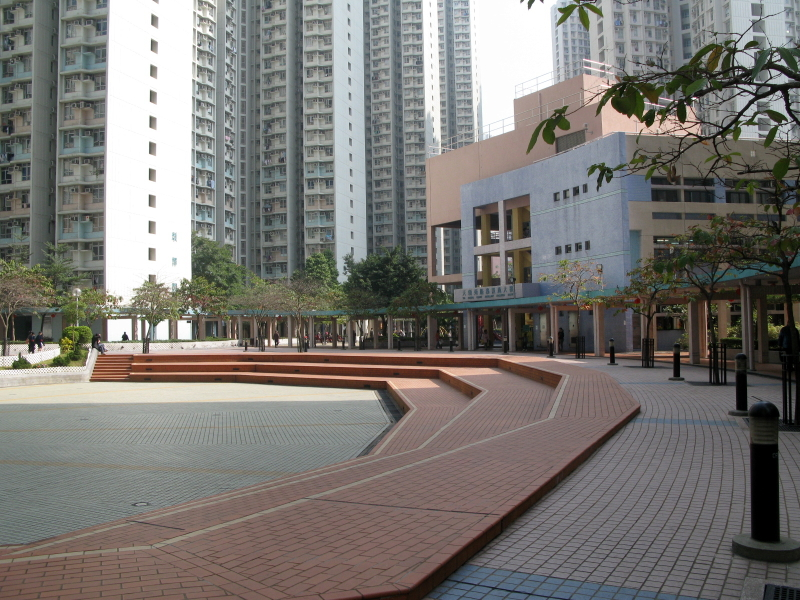
天頌苑廣場空間
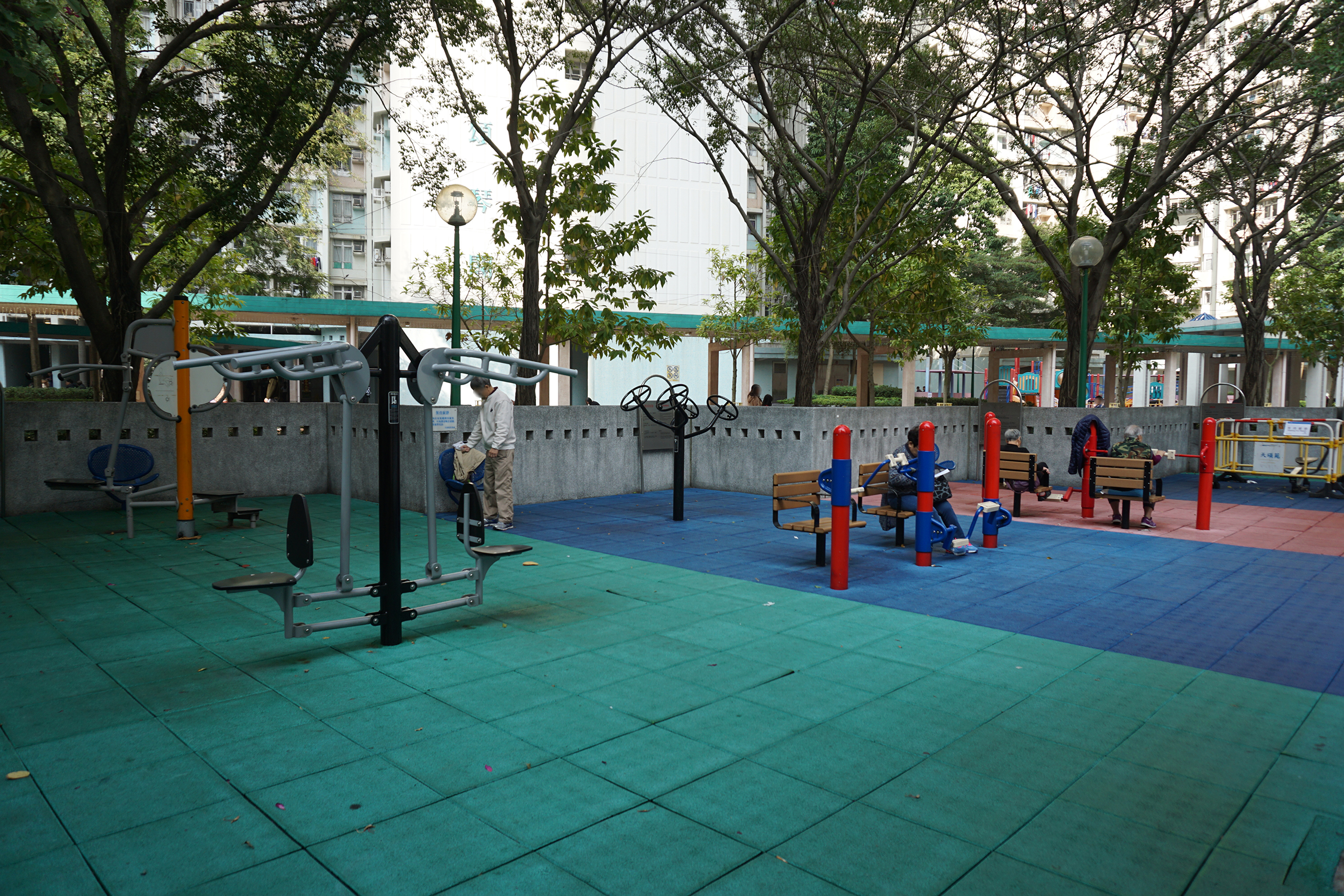
健體區
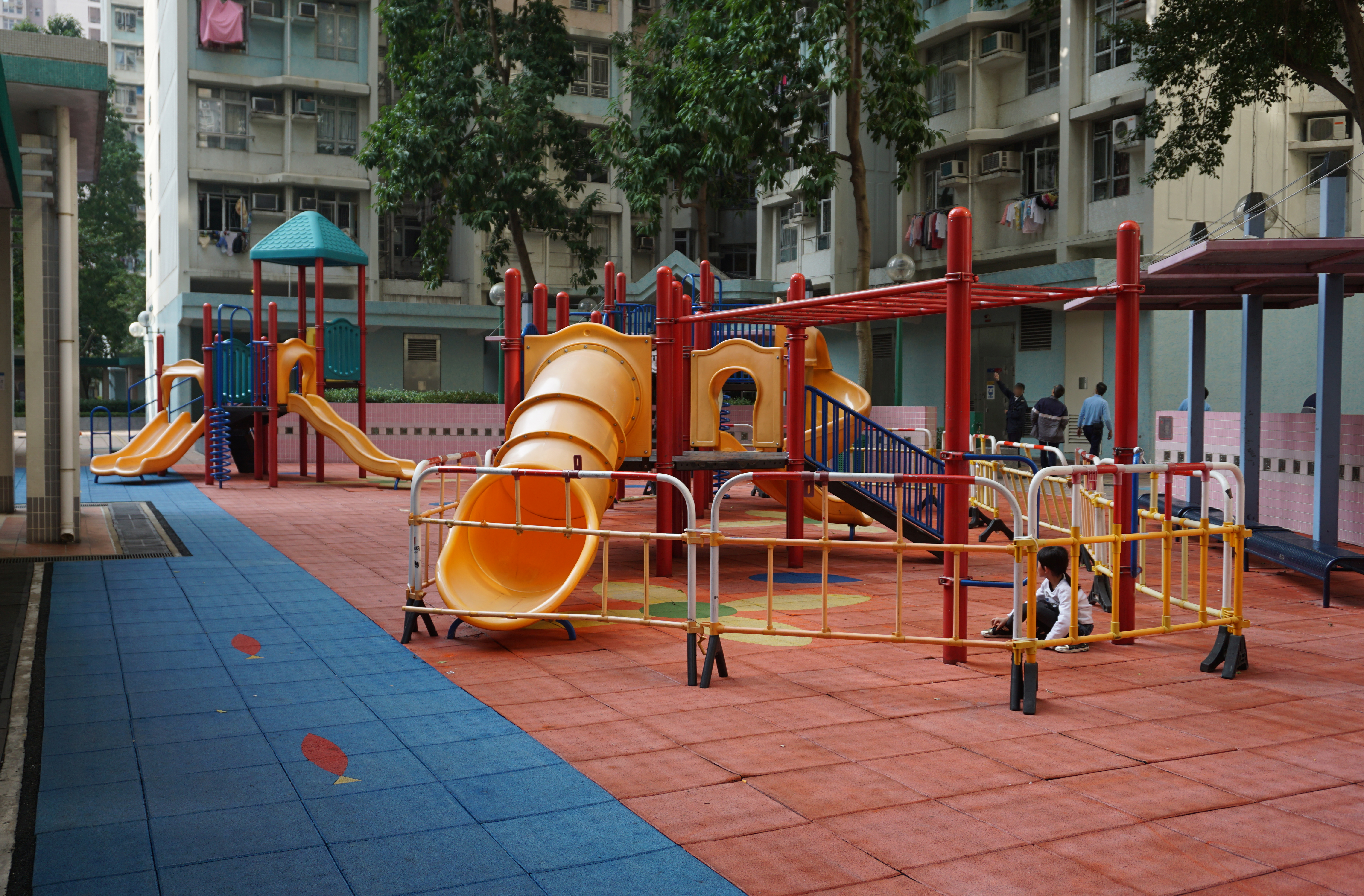
兒童遊樂場（2）
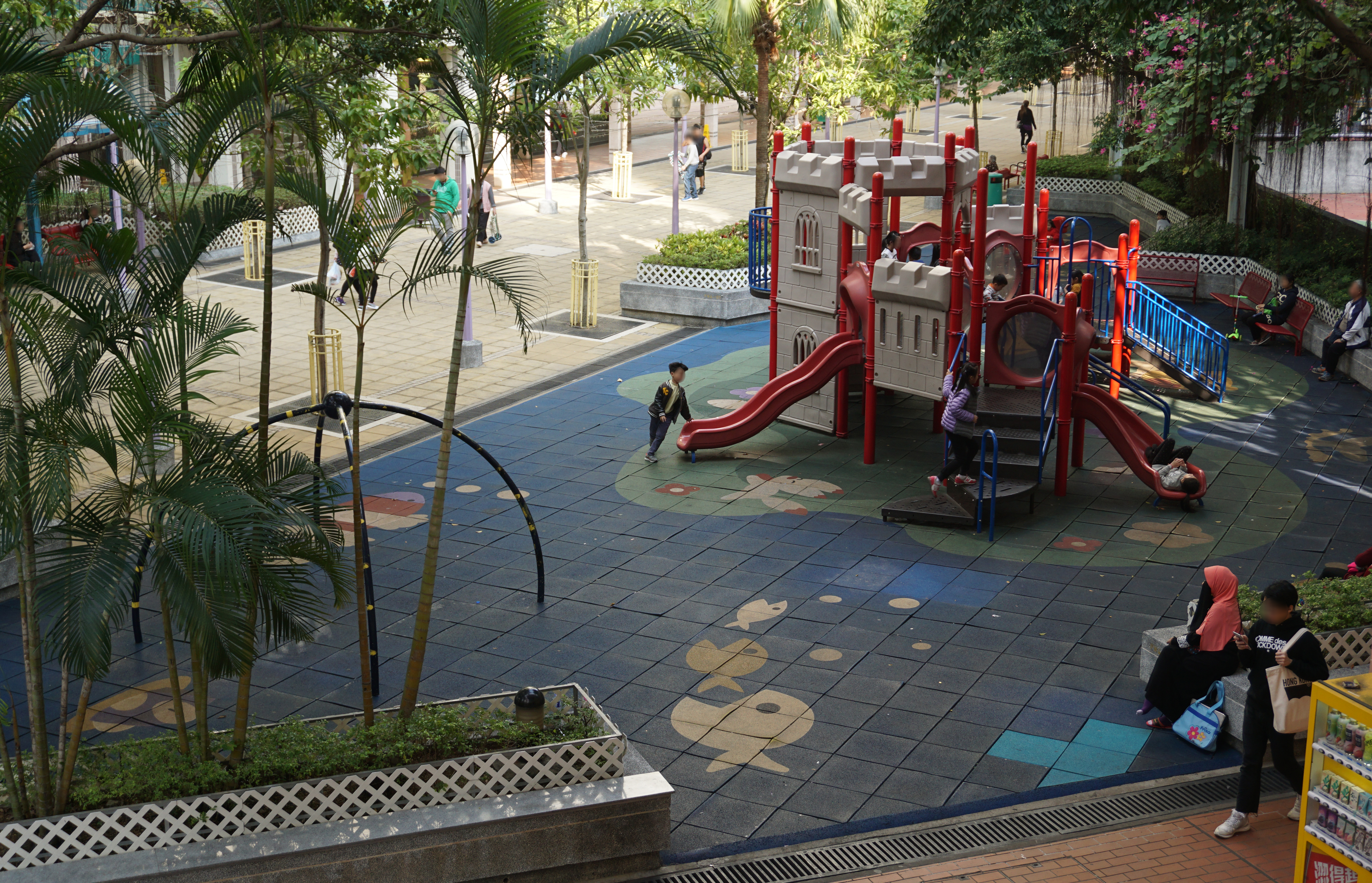
兒童遊樂場（3）
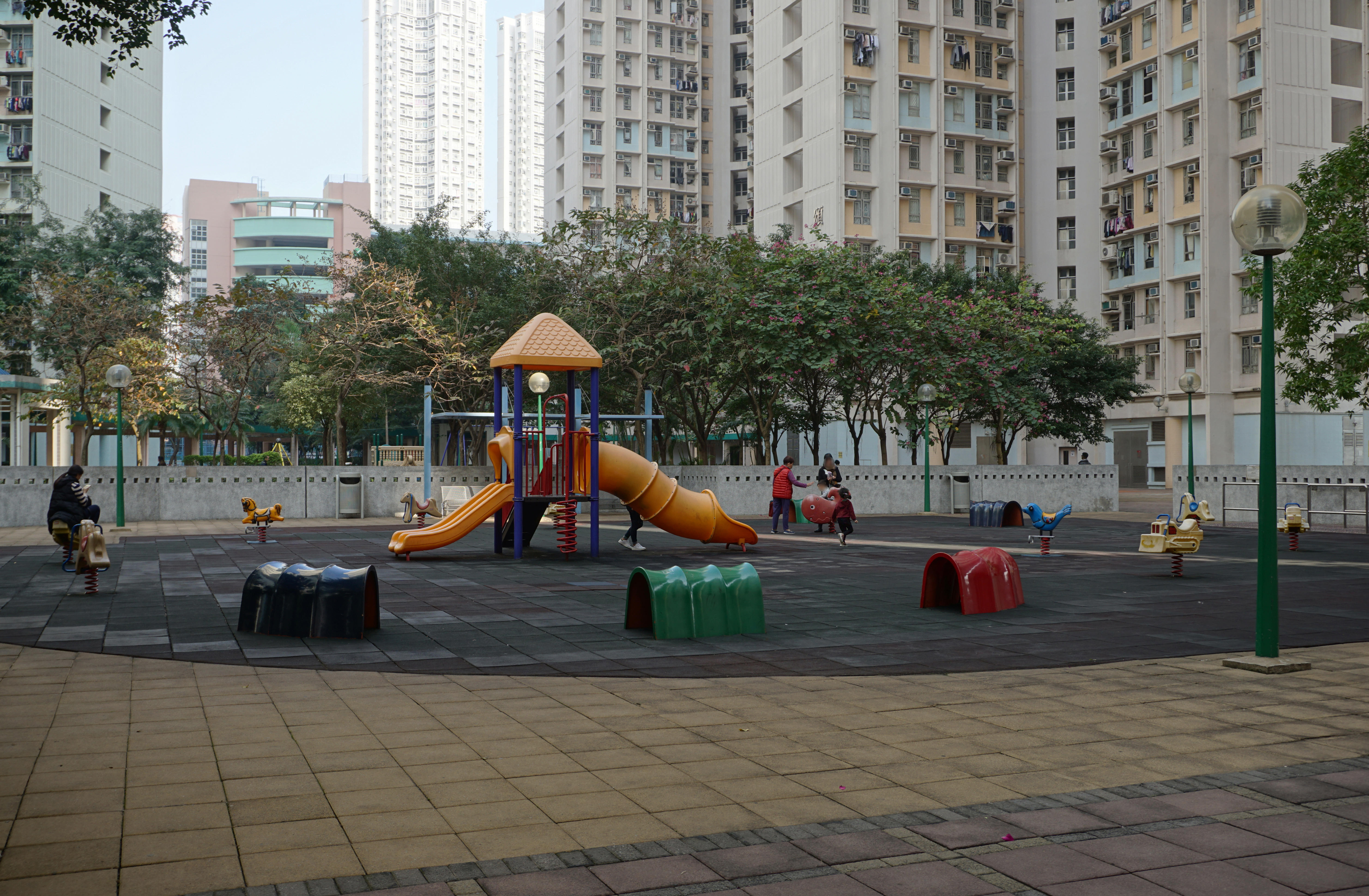
兒童遊樂場（4）
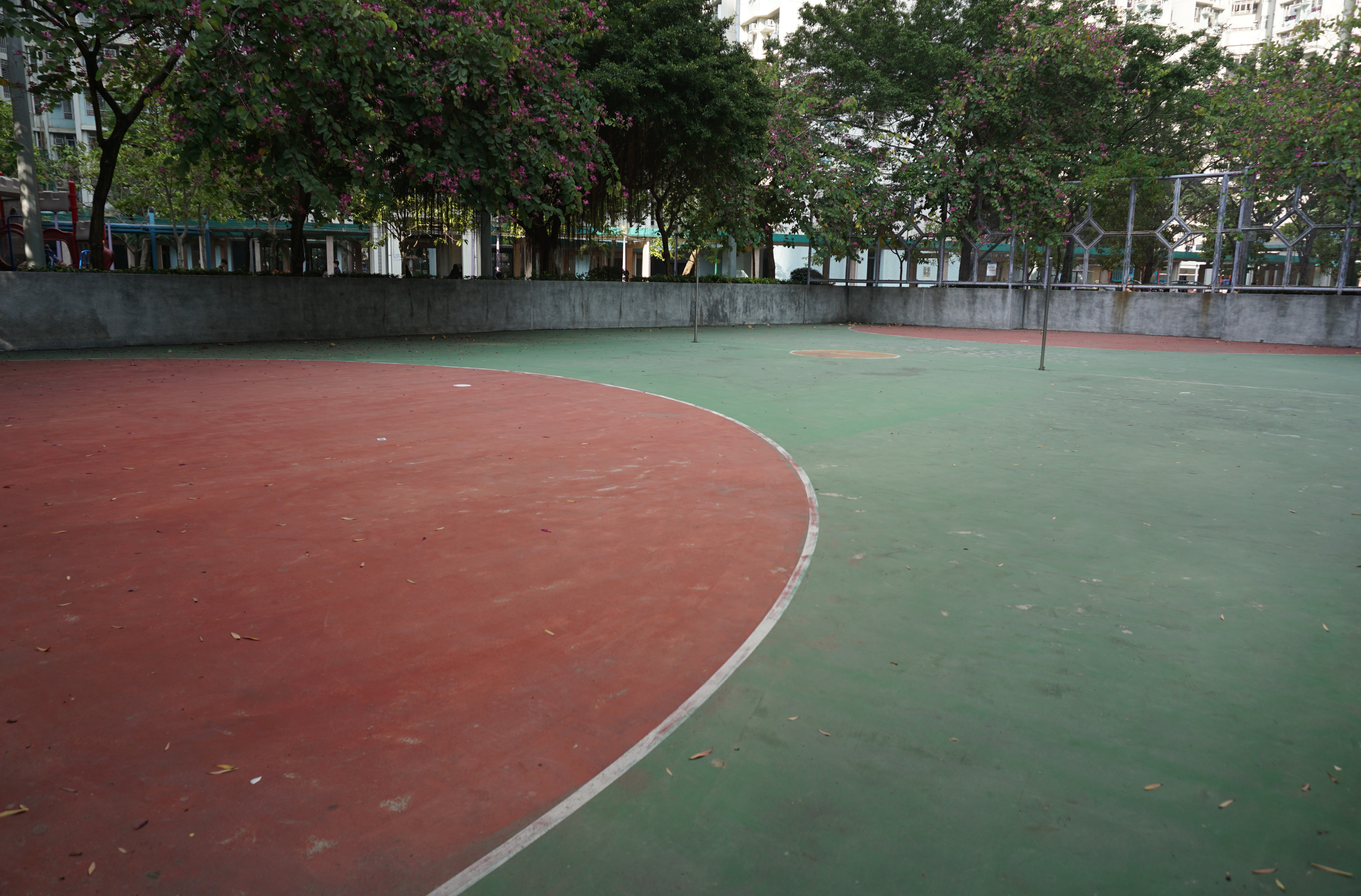
足球場
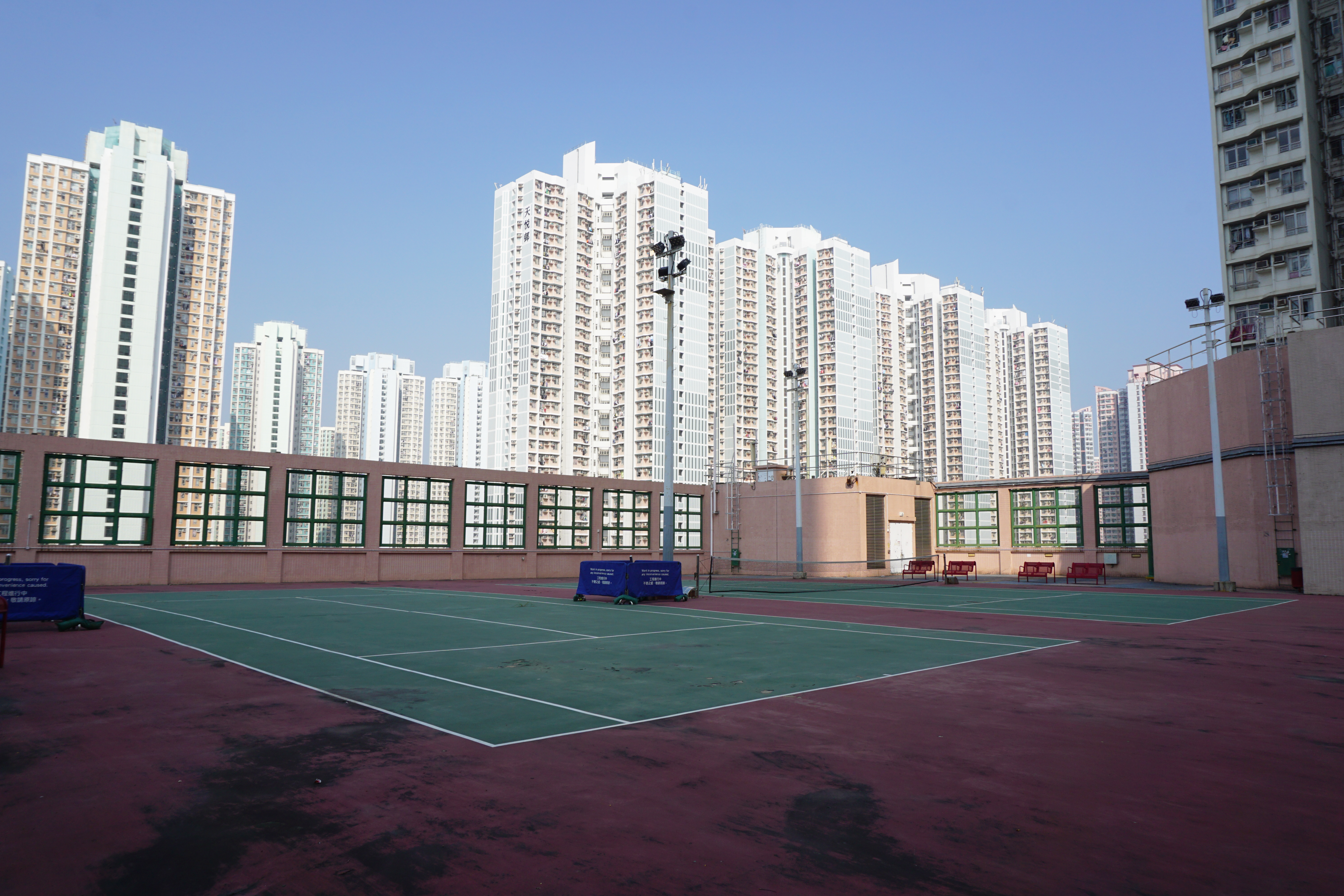
位於T Town天台的網球場
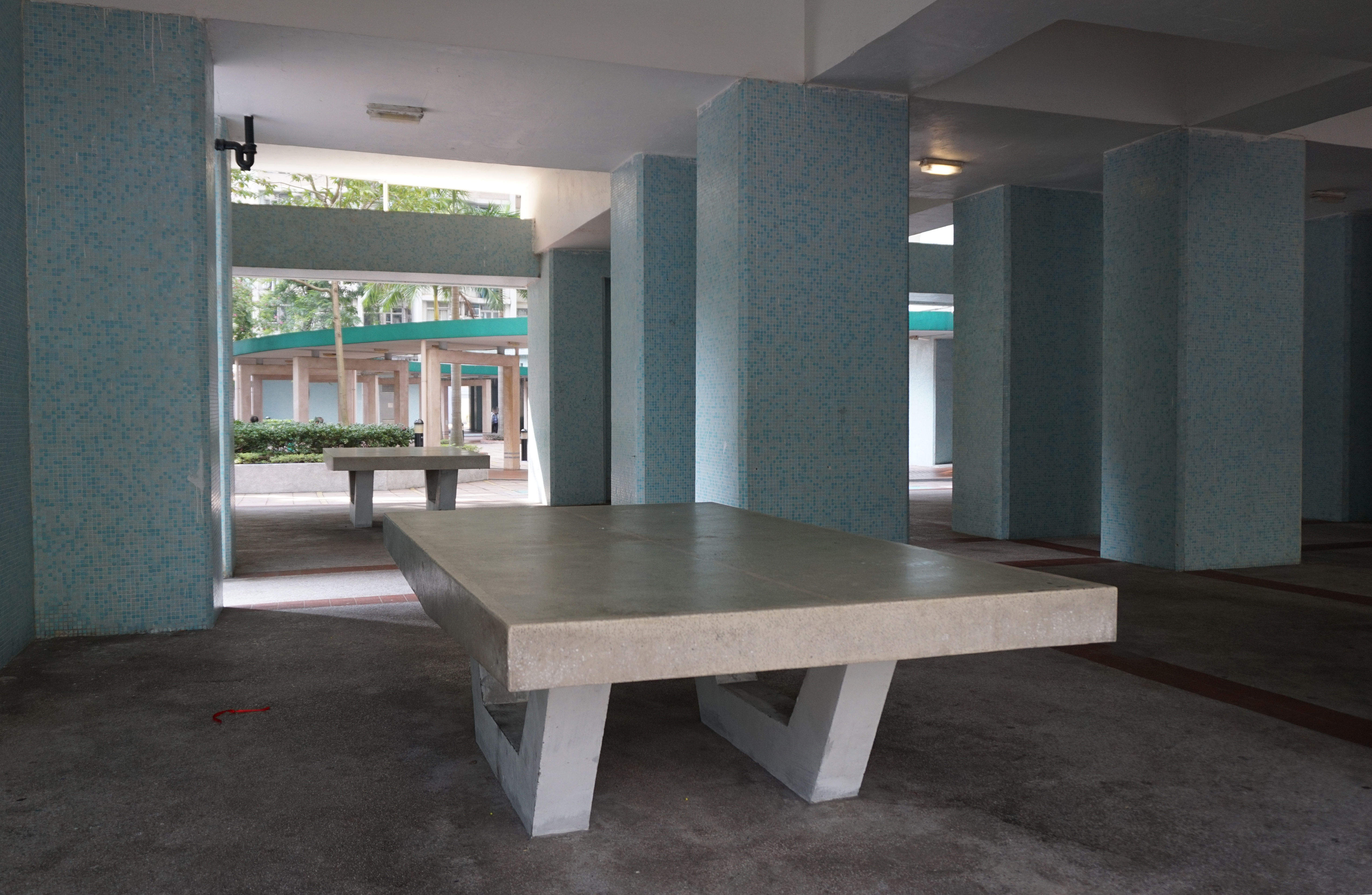
乒乓球區
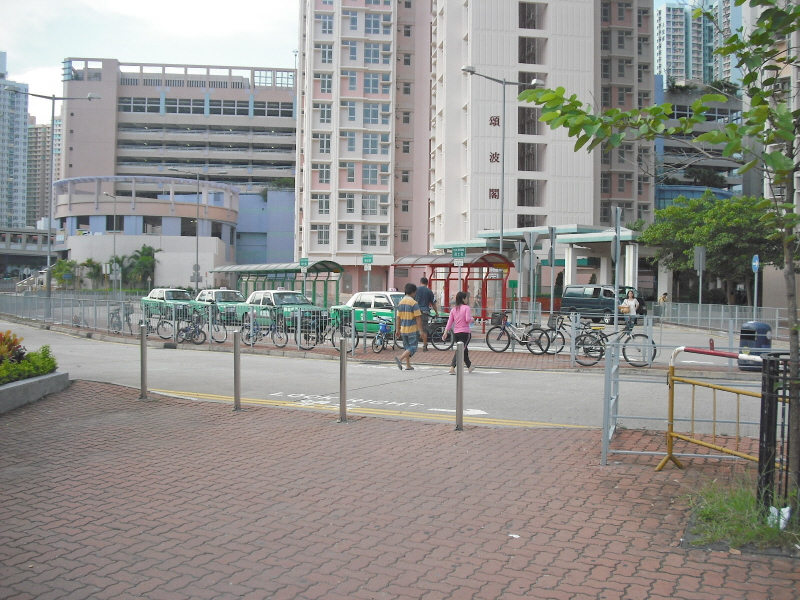
天頌苑巴士總站
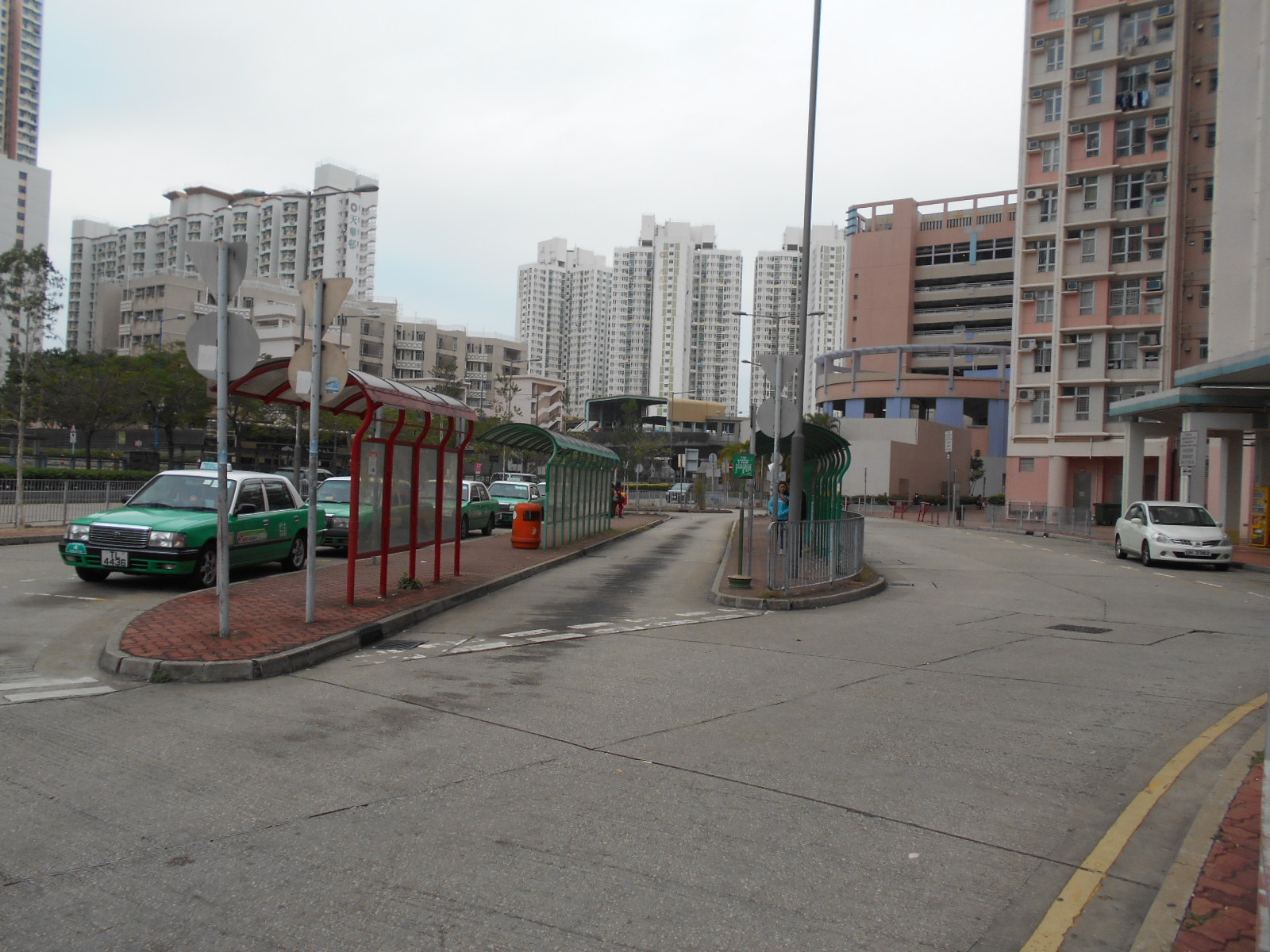
天頌苑巴士總站(2017年)

## 設施

### 商場
- T Town

### 學校

#### 幼稚園
- 翰林幼稚園（天水圍） （2000年創辦）（位於天頌苑服務設施大樓地下）
- 基督教宣道會天頌幼兒學校  （2000年創辦）（位於天頌苑服務設施大樓1樓）

#### 小學
- 天水圍官立小學（1962年創辦，1995年復校）
- 天水圍循道衛理小學（1999年創辦）
- 香港青年協會李兆基小學（2000年創辦）

#### 中學
- 賽馬會萬鈞毅智書院（1999年創辦）

## 知名居民
- 陳玉娥，香港公民社會活躍人士[8]

## 鄰近

### 公共屋邨
- 天華邨
- 天悅邨
- 天恩邨
- 天晴邨

### 居屋屋苑
- 天富苑

### 私人屋苑
- 嘉湖山莊翠湖居
- 嘉湖山莊麗湖居
- 栢慧豪園

### 公園
- 天水圍公園

## 區議會議席分布
| 年度/範圍                                              | 2000-2003    | 2004-2007    | 2008-2011 | 2012-2015 | 2016-2019 | 2020-2023 |
| ------------------------------------------------------ | ------------ | ------------ | --------- | --------- | --------- | --------- |
| 頌波閣及頌浩閣                                         | 尚未正式落成 | 尚未正式落成 | 頌華選區  | 頌華選區  | 頌華選區  | 頌華選區  |
| 頌海閣、頌映閣、頌月閣、頌恩閣、頌澤閣及頌琴閣         | 嘉湖南選區   | 頌華選區     | 頌華選區  | 頌華選區  | 頌華選區  | 頌華選區  |
| 頌亭閣、頌臺閣、頌流閣、頌水閣、頌碧閣、頌棋閣及頌畫閣 | 嘉湖南選區   | 頌華選區     | 頌華選區  | 頌栢選區  | 頌栢選區  | 頌栢選區  |

## 事件及爭議

### 短樁案
天頌苑的地基工程，最初是由投標價較低的建新工程有限公司所承辦。在1996年9月12日動工，1997年7月6日完成。1999年6月，英國通用電氣-捷運工程團隊進場，在準備安裝升降機時發現機槽並不筆直，當中頌波閣安裝升降機後運行不暢順，而頌浩閣更無法安裝。而項目的顧問建築師於升降機工程開始後2個月，即1999年8月發現地面有不平均沉降，令大廈傾斜。逾300名準業主擔心單位不安全，不少人拒絕收樓，接近9成買家取消契約。9月24日，房委會決定花1.89億元，聘請工程師把H、K和L座進行加固工程，L座另外作修復工程。後來解除了原工程監督的合約，由房署職員接手。地基承辦商亦在同年11月於房委會認可名冊上除名。同時，房委會向撻訂準業主發出保證書，可於購買居屋21期甲、乙、22期甲及寶盈花園時，獲得與重建戶同等優先揀樓待遇。
及後，廉政公署在2001年2月先後控告7人，包括房屋署委任建築工程顧問公司的五名駐地盤員工，即一名結構工程師、一名駐地盤工程師、一名助理工程監督及兩名工程管工。調查發現承建商員工以欺騙手法，涉嫌篡改屋苑其中兩幢住宅樓宇的樁柱設計，誤導建築工程顧問公司。2003年經審訊後，只有兩名品質控制工程師及助理工程監督被判串謀訛騙罪成判監7年。兩人上訴得直，案件原發還高院重審，惟2人最後選擇認罪，於高院同被判囚4年8個月，短樁事件成為回歸10年公屋工程最大醜聞，但部份工程監督卻仍在房署工作，纏繞多年的短樁案司法程序亦告一段落。
天水圍天頌苑L及K座短樁案，房屋署要用1億5千萬港元進行加固工程，及1億元進行修復工程，才可以達致可供出售的標準。預計2009年兩幢問題樓宇可以完成修葺並重售。房屋署於2007年銷售曾出現結構問題的剩餘居屋單位時提供額外20年結構安全保證，作為吸引市民購買曾出現結構問題的樓宇，但最後因市民反對而臨時抽起，更一度擬改作政府宿舍。最後，短樁樓宇保留作居屋，於2013至2014年期間出售，同樣提供20年結構安全保證直至2033年為止。

### 管理費爭議
短樁案及上蓋工程「爛尾」令天頌苑一期K及L座無法出售，而F、G、H及J座亦延遲一年才入伙，致使天頌苑公共位置的管理費一直只由已經出售的單位的業主承擔，但相關的業主認為有關的管理費需由房署共同承擔，因此指責房署拖欠管理費連同利息7千多萬港元，並入稟追討。在最後一期出售剩餘居屋貨尾單位計劃前，房署表示願意提出1千多萬和解，但天頌苑的業主拒絕，致使天頌苑頌波閣及頌浩閣，以及其他四座回購單位要到2013年才透過出售剩餘居屋單位第7期發售，成為復建新居屋正式展開前最後一批出售的居屋，亦是首個按同年生效的《一手住宅物業銷售條例》規定發售的居屋項目。而由於此官司的影響，購入上述單位的業主需要繳付上述房署拖欠費用，而屋苑亦因而一直無法成立業主立案法團，直至2024年12月為止。

## 外部連結
- 房委會天頌苑資料（页面存档备份，存于）
- 1996年10月至1997年2月短樁案的 天水圍天頌苑第1、2座，地基工程品質控制工程師 及 助理工程監督被控。案件編號：HCCC90/06[]
- 天水圍天頌苑地圖（页面存档备份，存于）
- 天富苑樓宇地基加固工程（页面存档备份，存于）
- 短樁事件
- 天水圍三十一區第二期 （页面存档备份，存于） - 瑞安建業
- 天水圍剩餘居屋單位銷售及提供額外延長十年結構安全保證（页面存档备份，存于）
- 天頌苑售樓說明書（页面存档备份，存于）
- .   [2019-05-21]. （原始内容存档于2003-02-22） （中文）.